# Esthétique étrusque

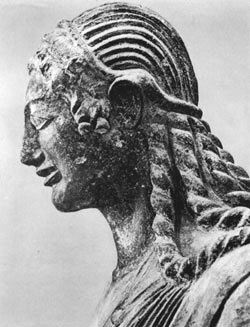
Détail de lApollon de Véies, musée national étrusque de la villa Giulia.

Pour les articles homonymes, voir Esthétique (homonymie).
L'esthétique étrusque montre une stylisation et une simplification de la représentation humaine, principalement dans la statuaire étrusque. Elle dénote un désintérêt pour les  proportions anatomiques, impliquant un choix plus symbolique, esthétique  que le simple réalisme. Elle se distingue en cela de la statuaire grecque de la période archaïque, qui lui est contemporaine, et de la statuaire romaine qui lui succédera.

## Buste et têtes
Tout le réalisme est concentré sur le visage et le corps est réduit à une forme approximative.
Le canope de Chiusi anthropomorphe en terracotta, nous révèle que cette esthétique naît dès le début  de la période orientalisante a contrario de la statuaire en pied qui n'apparaît qu'à la fin de cette période.
Le style des visages de ces têtes (Vulci, Chiusi) est original et réitéré : 

« Le modelé est doux, le crâne arrondi, le front arqué, très fuyant à frontalité rompue. »

— A. Hus, p. 186.
Il faut remarquer les trous percés dans les oreilles pour distinguer une figure féminine d'une masculine. 
Les vases en bucchero à face humaine obéissent aux mêmes principes.
Les sourires sont tout autant  excessifs (Sarcophage des Époux, Apollon de Véies).

« Une corporéité massive presque cubiste, brutale parfois,... une absence de volume... une réduction des formes à un motif ornemental inorganique »

— Les Étrusques et l'Italie avant Rome, p. 187.
Certains visages semblent être conçus en bas-relief, plat, complété par  une accentuation de l'arête du nez, des sourcils, de la bouche.

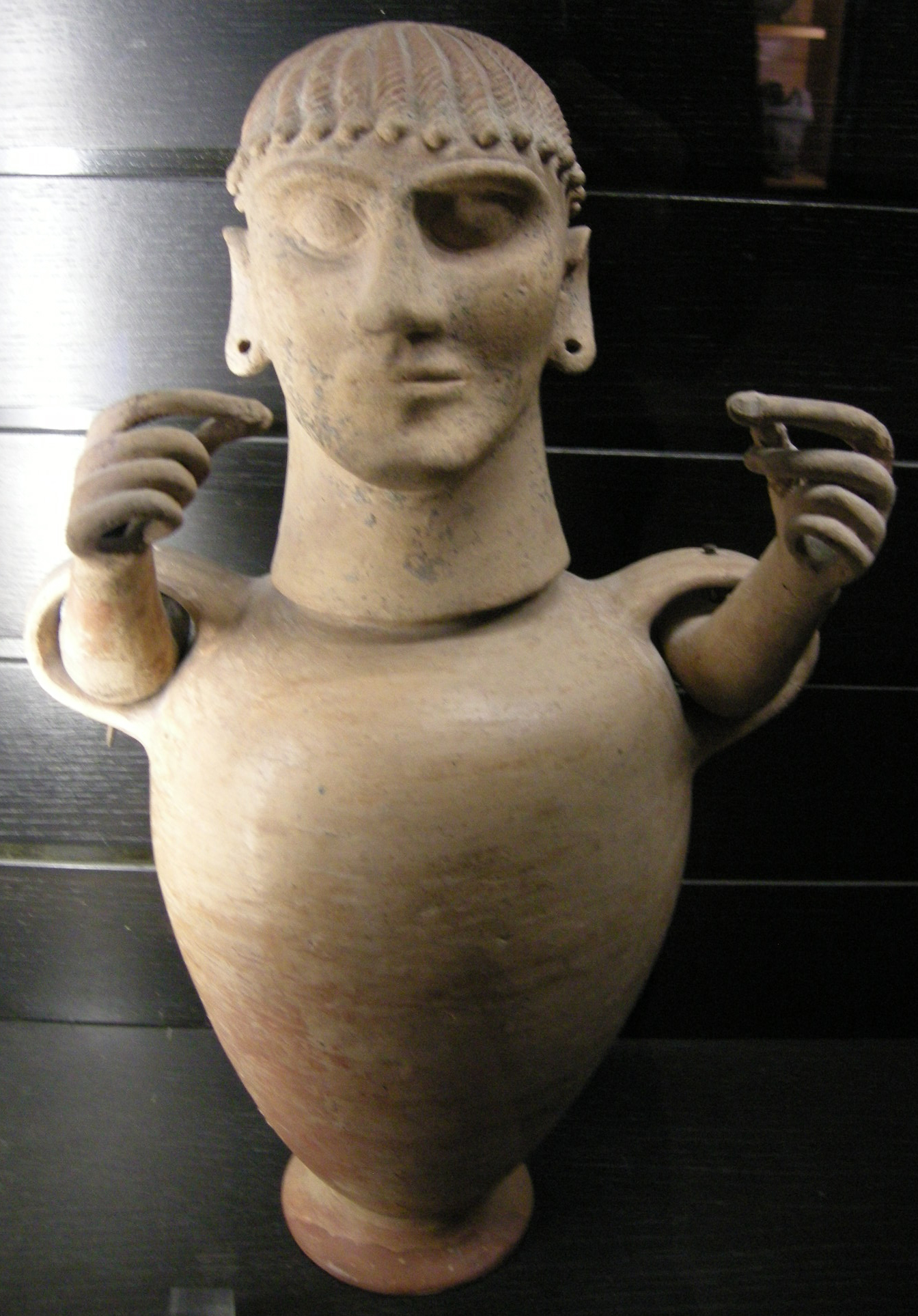
Canope, Paris, musée du Louvre.
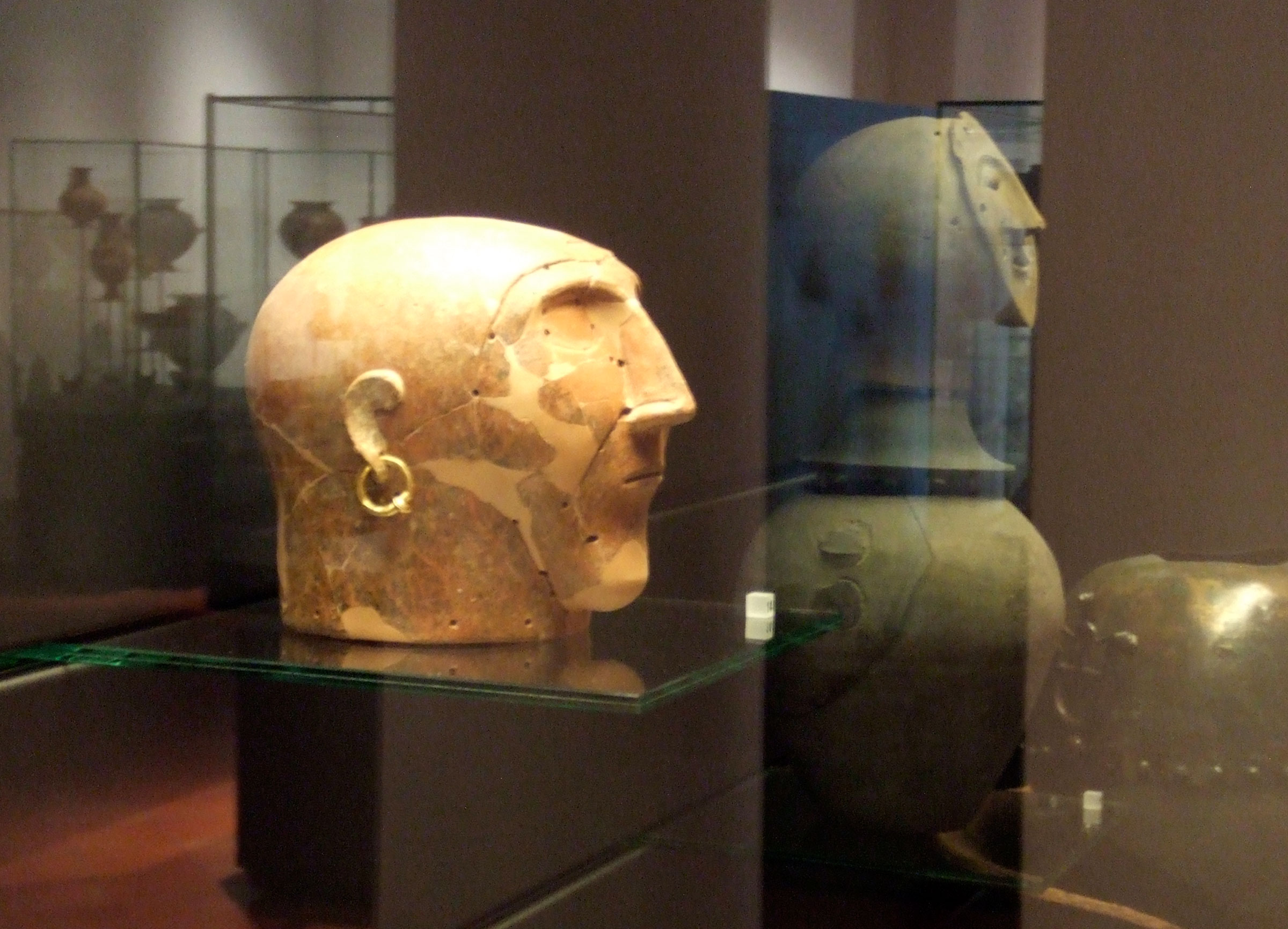
Têtes de canope, Musée archéologique national de Chiusi.
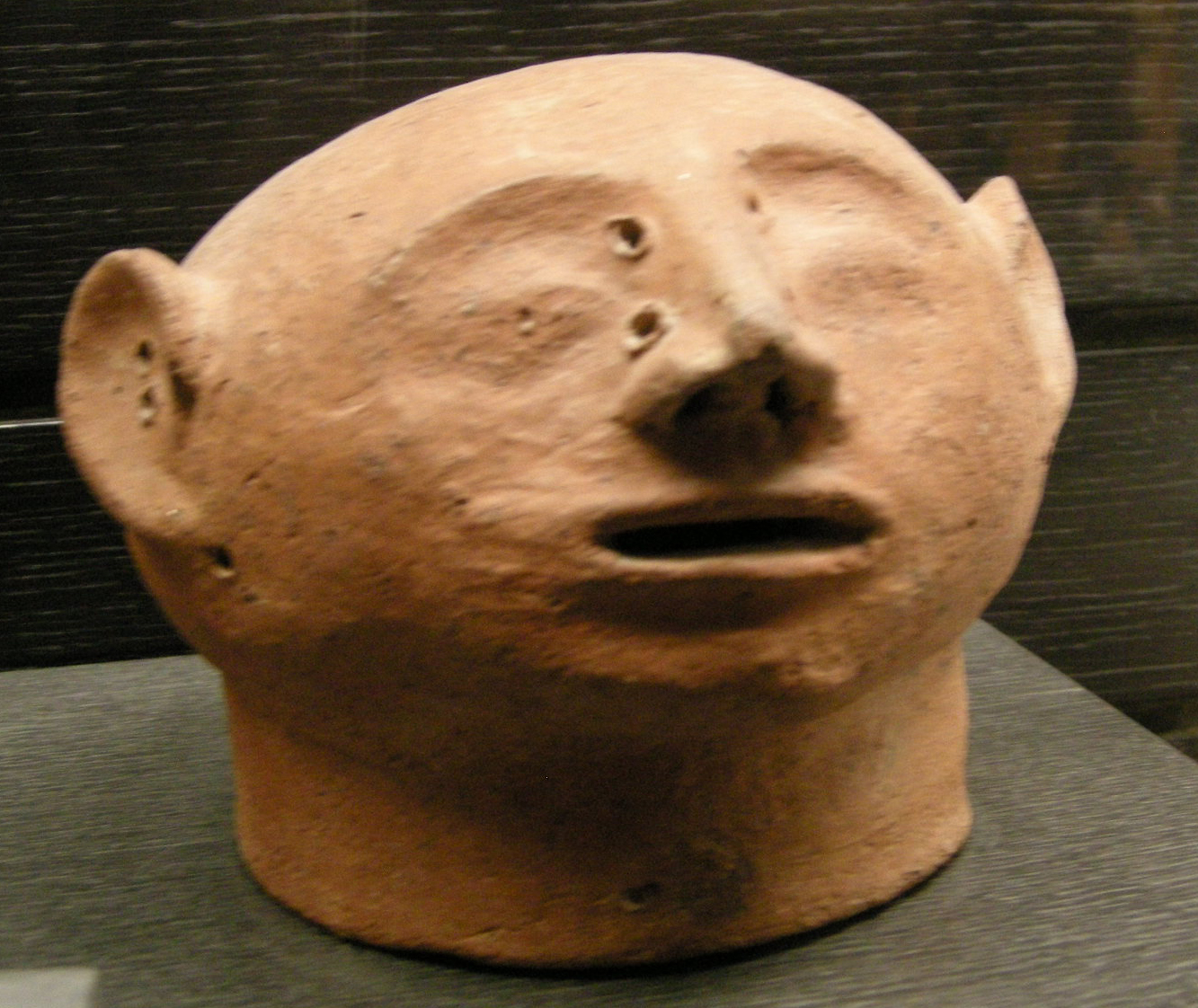
Tête de canope, Paris, musée du Louvre.

## Banquet

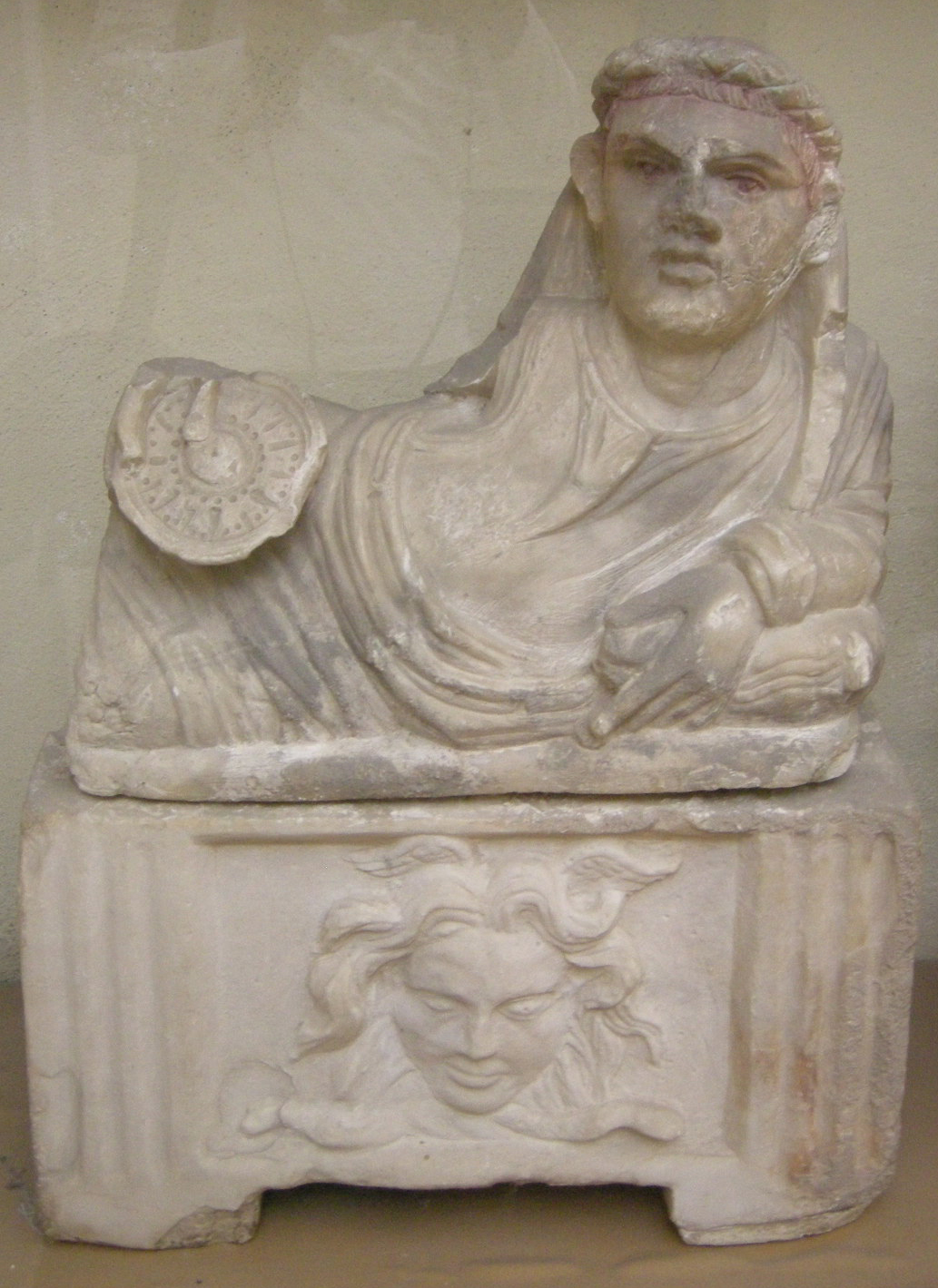
Urne en albâtre, Volterra, musée Guarnacci.

La pose semisdraiata des convives du banquet étrusque s'échappe totalement de la statuaire grecque.
Dans les couvercles des sarcophages figurés :
- peu réaliste : le haut des corps est très relevé voire vertical, le reste du corps restant allongé horizontalement
- le haut du corps est proportionné, le reste du corps amoindri, réduit (Pérouse)
- Seule la tête, ressemblante, a des proportions humaines, le reste est raccourci à la taille de l'urne cinéraire (Volterra) « Les parties non visibles négligées, déformées par la place qu'elles occupent »[3].

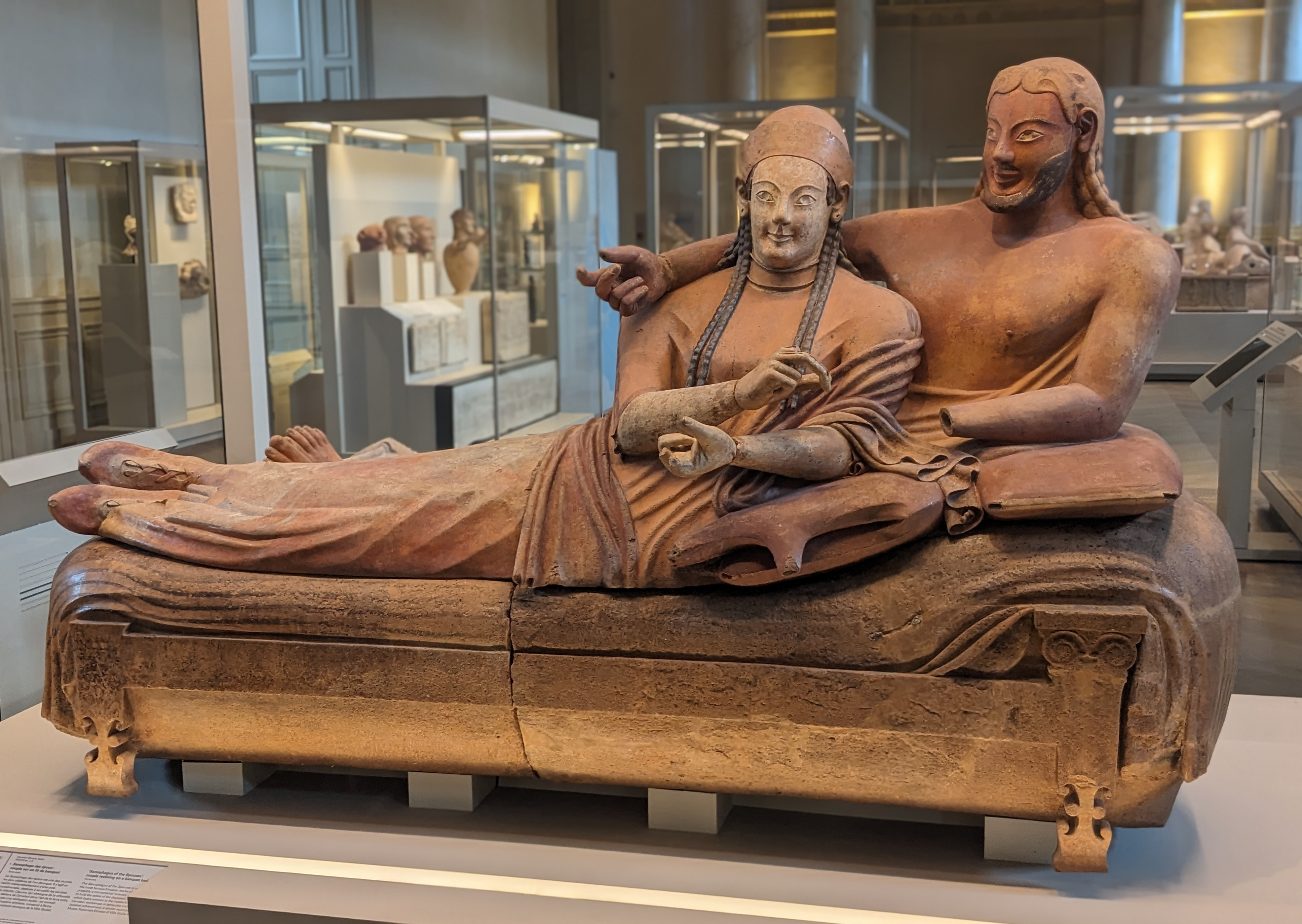
Sarcophage des Époux, Paris, musée du Louvre.
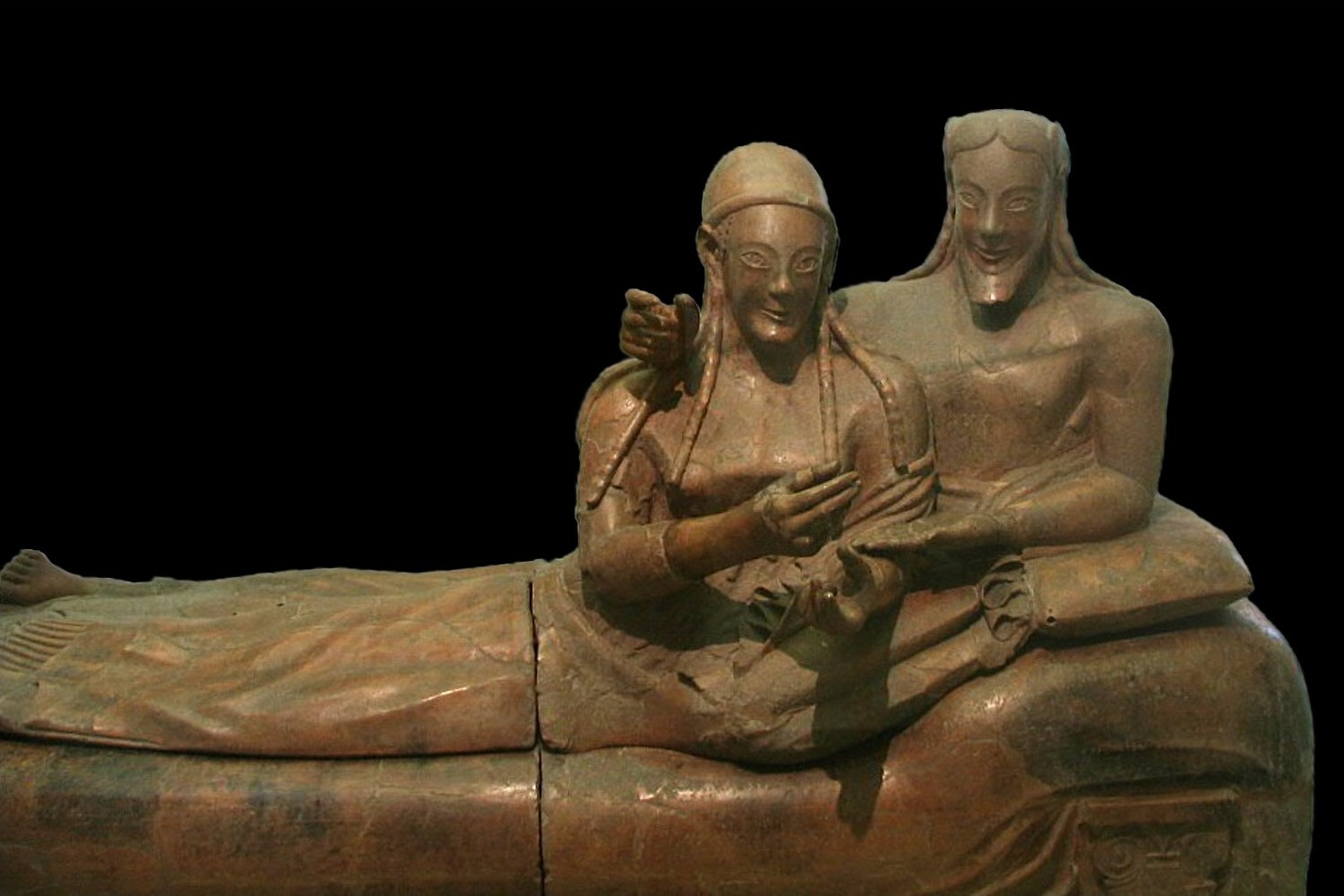
Sarcophage des Époux, Villa Giulia.
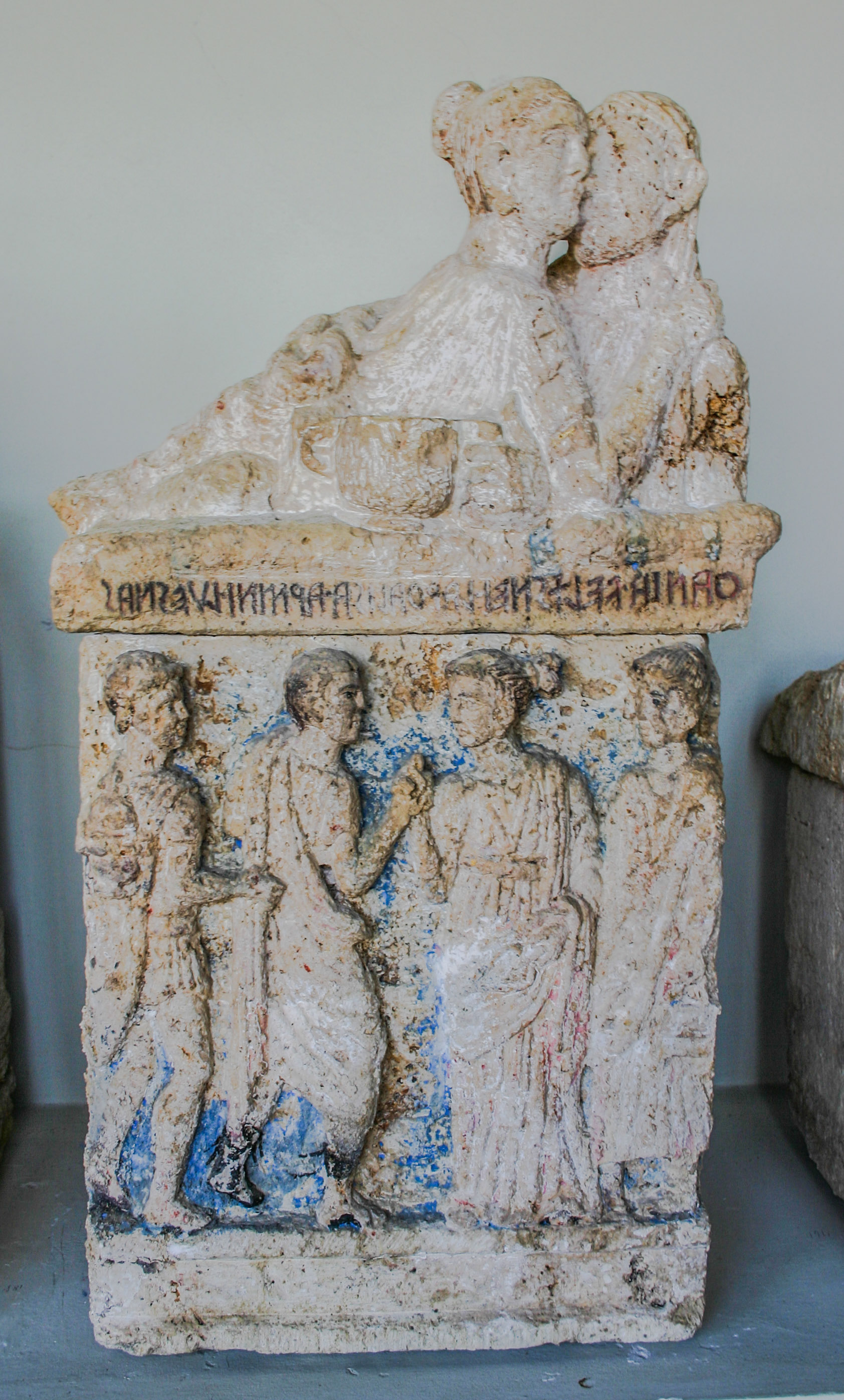
Urne, musée national d'archéologie de l'Ombrie.

Les sarcophages figurés dits de l'Obeso expriment une tout autre symbolique : celle de l'opulence du magnate, interprétée par les Grecs comme un signe de mollesse (truphè étrusque).

## Représentation du corps humain dans son entier debout
Certaines  poses semblent figées, les mains ou les membres peuvent être  représentées exagérément grands :
- Peinture à fresque : Les deux pleureurs (Tanazar) de  la Tombe des Augures, encadrant la (fausse) porte des enfers.
- Statuaire : 
  - L'Arringatore (longtemps confondu avec un orateur, ou harangueur) tend une grande main, à plat, comme les précédents, en geste de prière ou d'invocation[5] ;
  - Les statuettes votives filiformes dites bronzetti : Ombra della sera de Volterra et sa similaire à Pérouse.

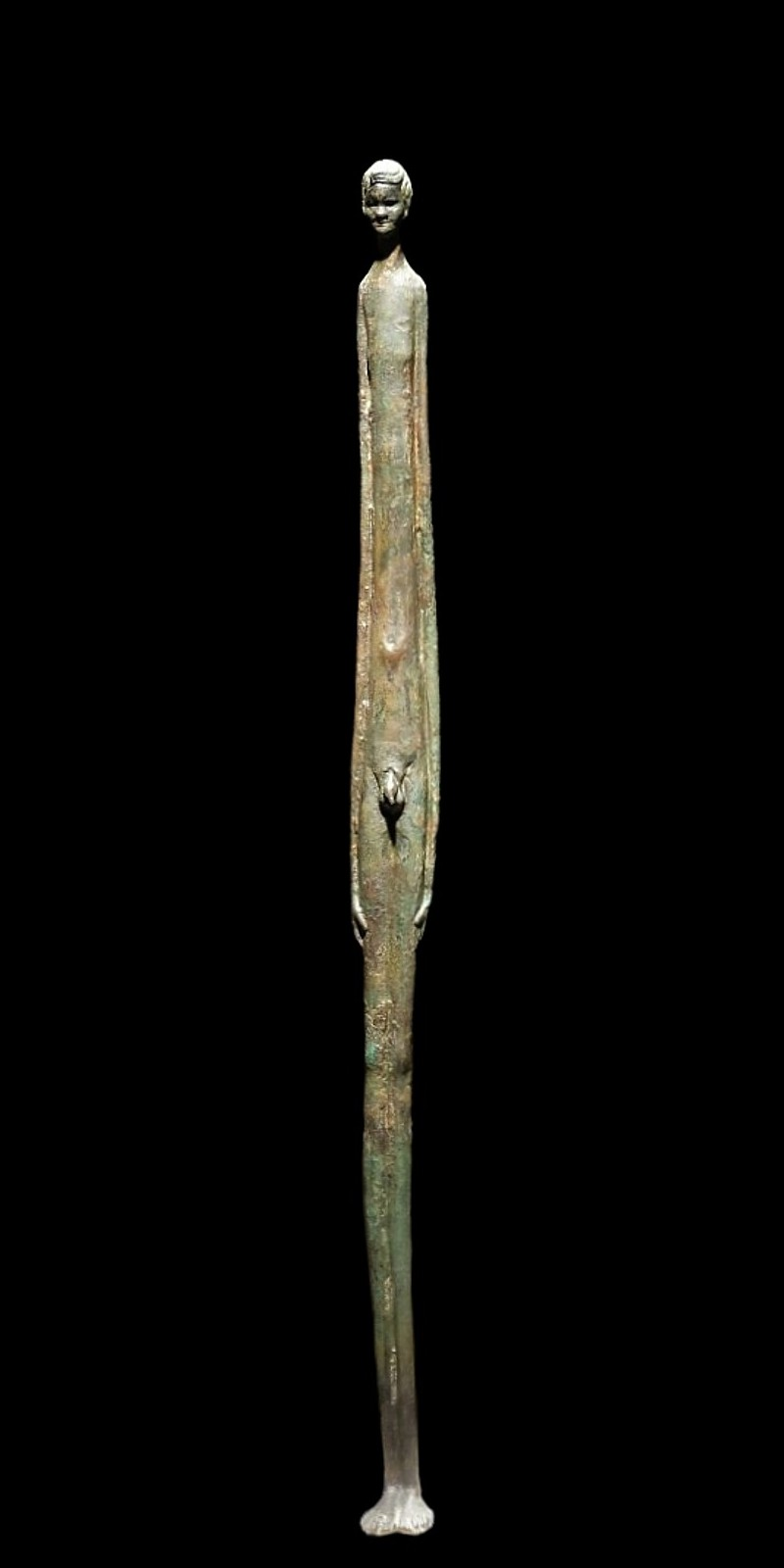
L'Ombra della sera (Ombre du soir) musée Guarnacci.
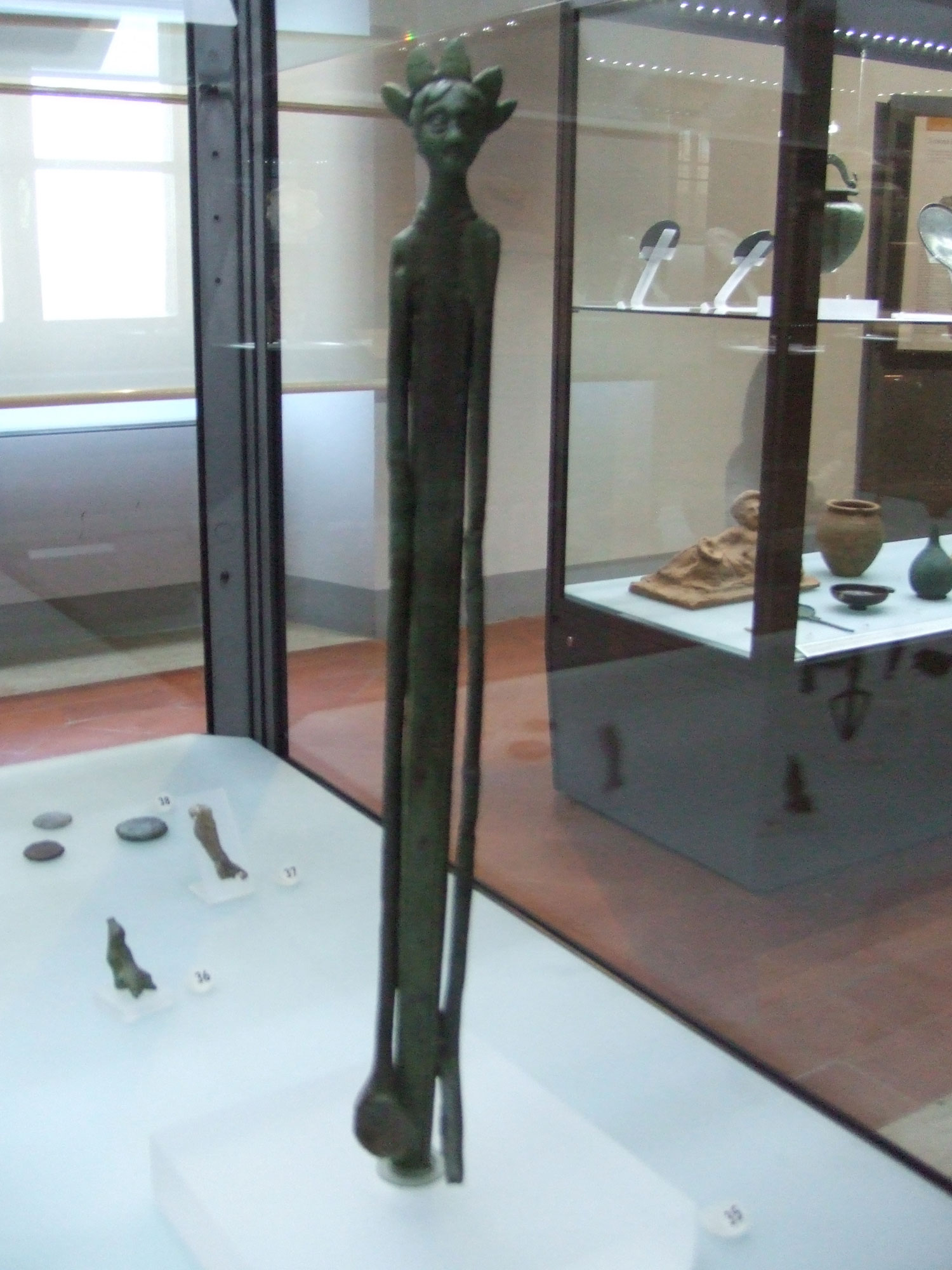
Statuette filiforme couronnée, musée national d'archéologie de l'Ombrie.
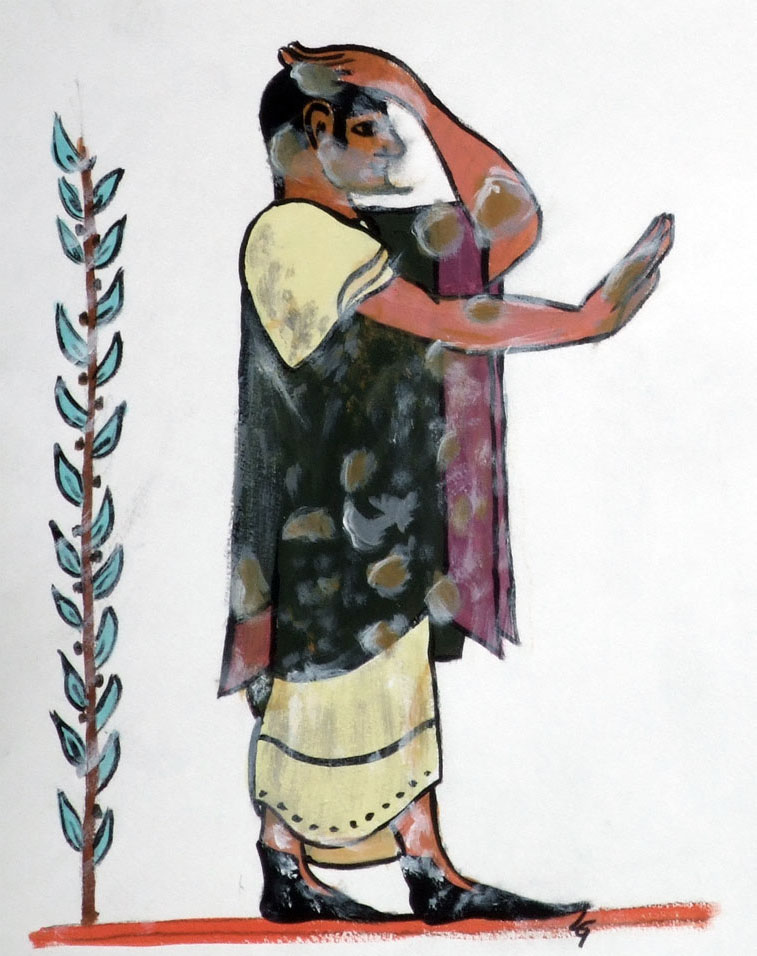
Dessin d'après les Pleureurs de la Tombe des Augures.
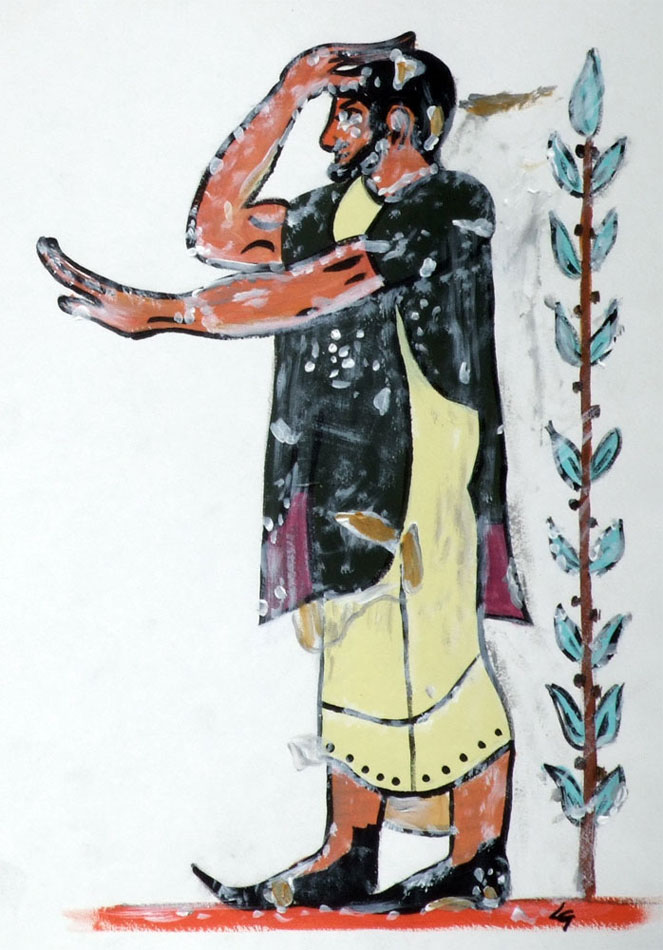
Dessin d'après les Pleureurs de la Tombe des Augures.

## Changement de style représentatif sur une même statue
- Le Cavalier marin de la Villa Giulia[6], s'il montre un buste en ronde-bosse, se termine par des fesses et des jambes en bas-relief, et les pieds sont longs et gros sans détails anatomiques (la statue étant faite pour être vue de profil). Ce mépris des détails, une certaine grossièreté, ne saurait faire oublier le rythme et le sens du mouvement de l'ensemble, dont toute ligne droite est bannie dans une intention réellement esthétique[7].

## Animaux

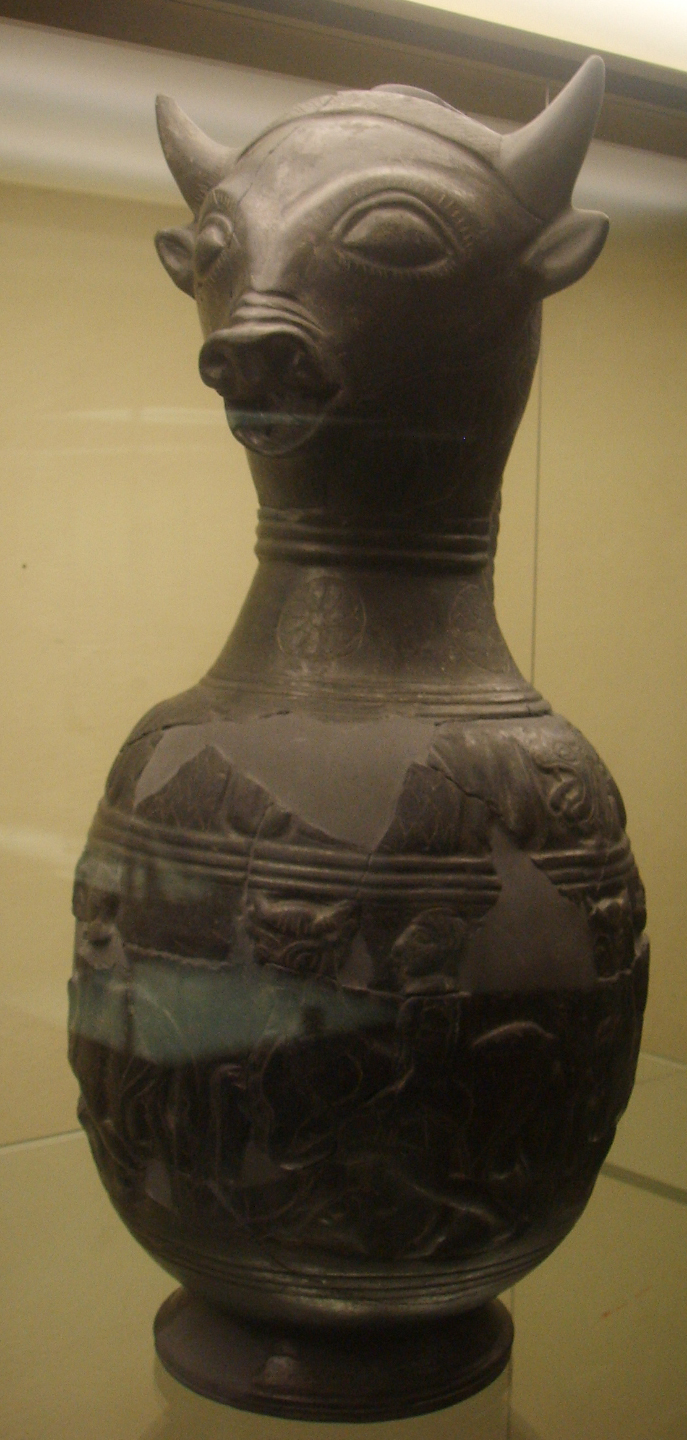
Tête de taureau sur un œnochoé, musée archéologique national de Florence.

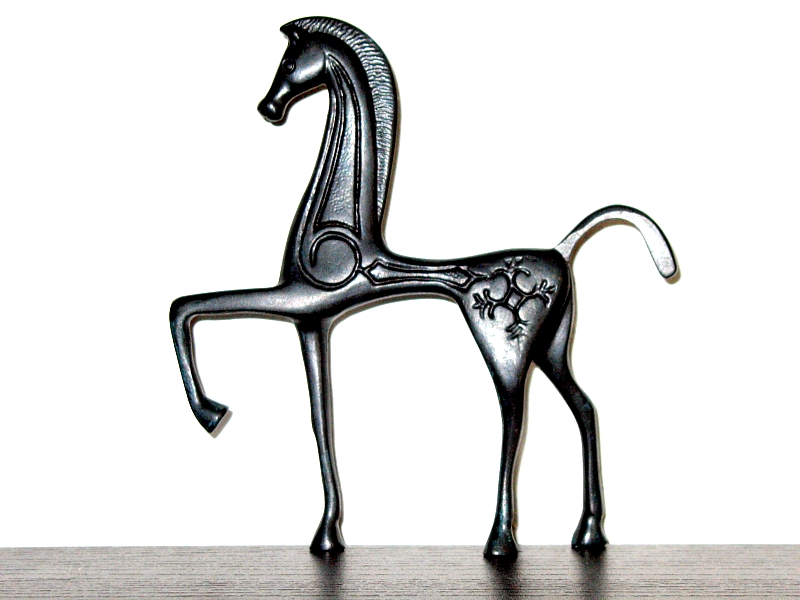
Reproduction moderne d'une statue étrusque de cheval stylisé. Objet non sourcé.

Certaines représentation d'animaux n'échapperont pas à cette esthétique :
- Chevaux levant l'antérieur et le postérieur droit en même temps (cavaliers de la tombe Querciola[8])
- Chevaux trop petits pour leurs cavaliers, encolure trop redressée[8] (scène de kalpé de la tombe du Triclinium, Tarquinia)
- Le Lion ailé de Vulci qui adopte  un pose curieuse intermédiaire entre station debout et assise.
- la céramique étrusque zoomorphe par sa taille et la forme des poteries, se prêtant évidemment  à la stylisation :

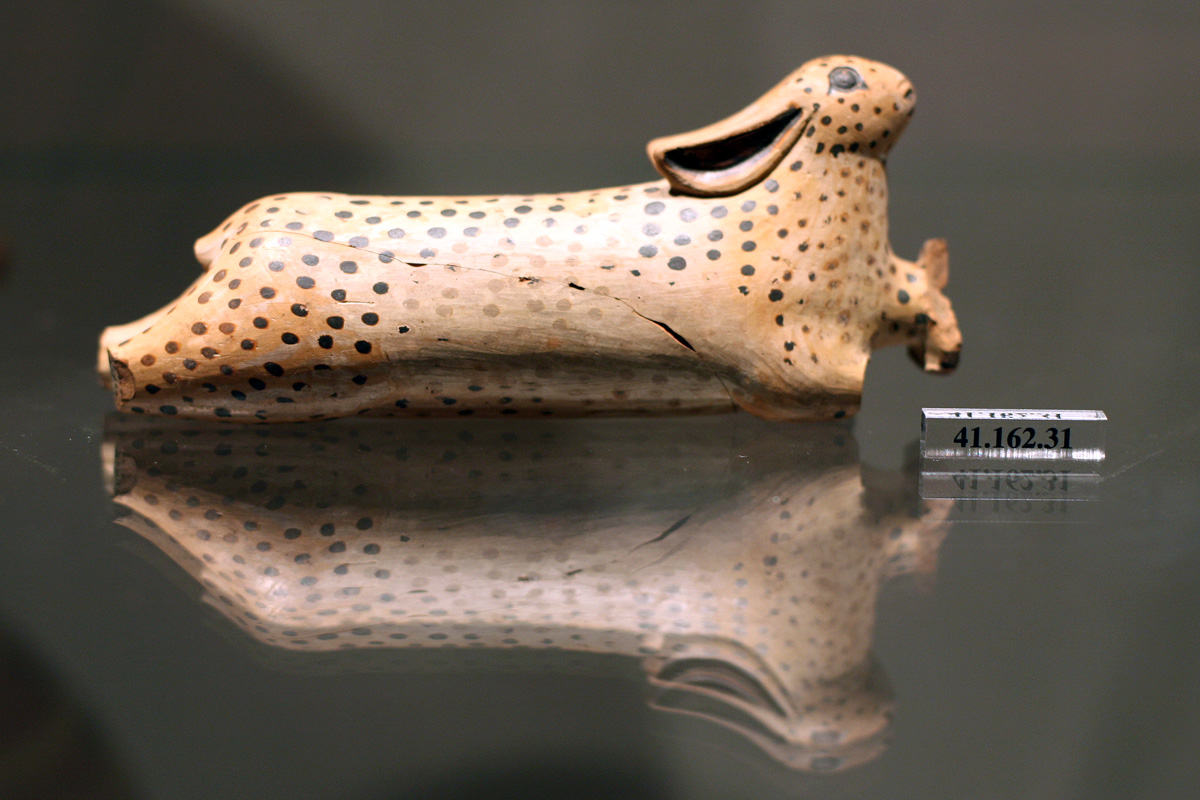
Lapin, New York, Metropolitan Museum of Art.
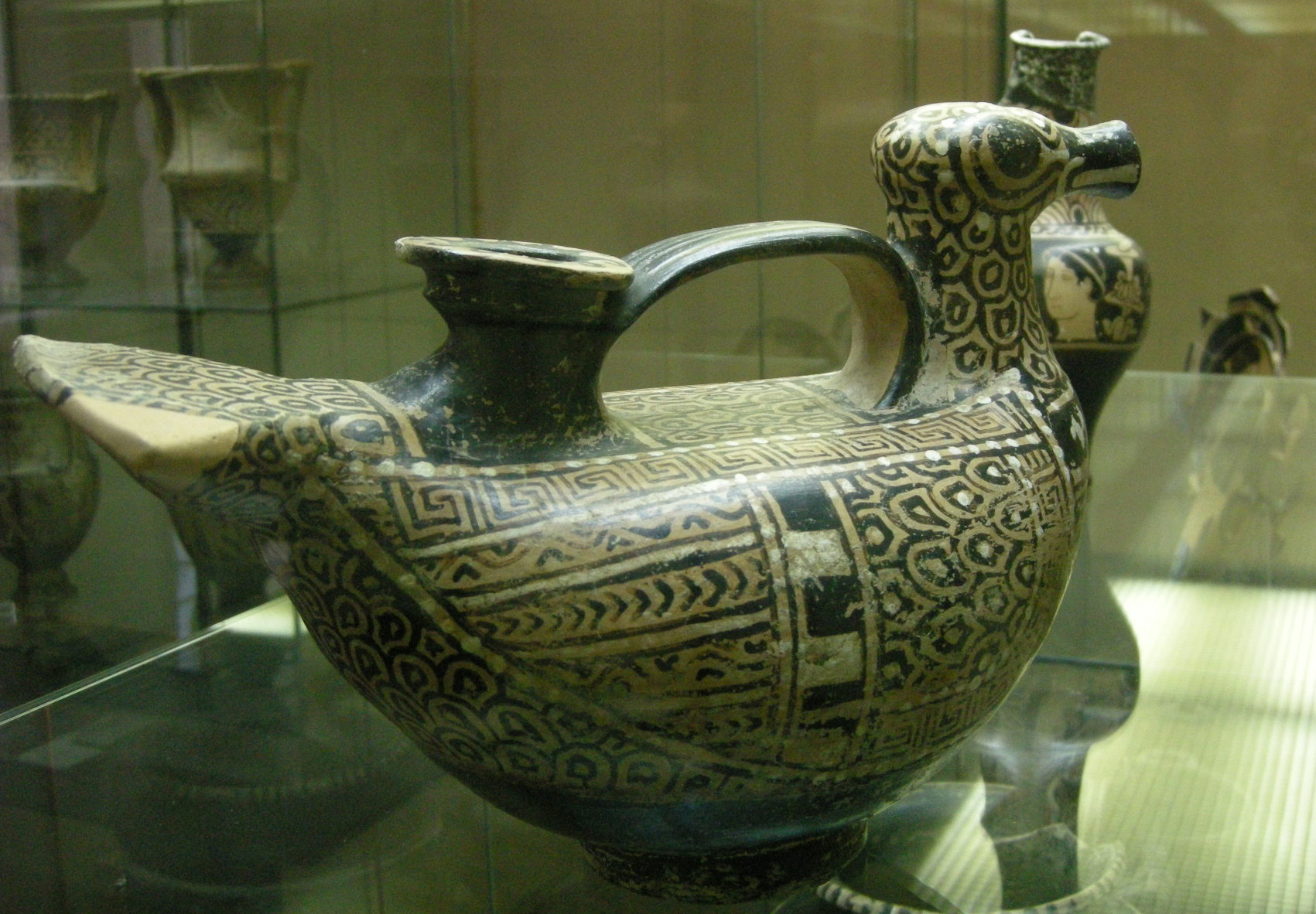
Askos de Volterra, musée Guarnacci.
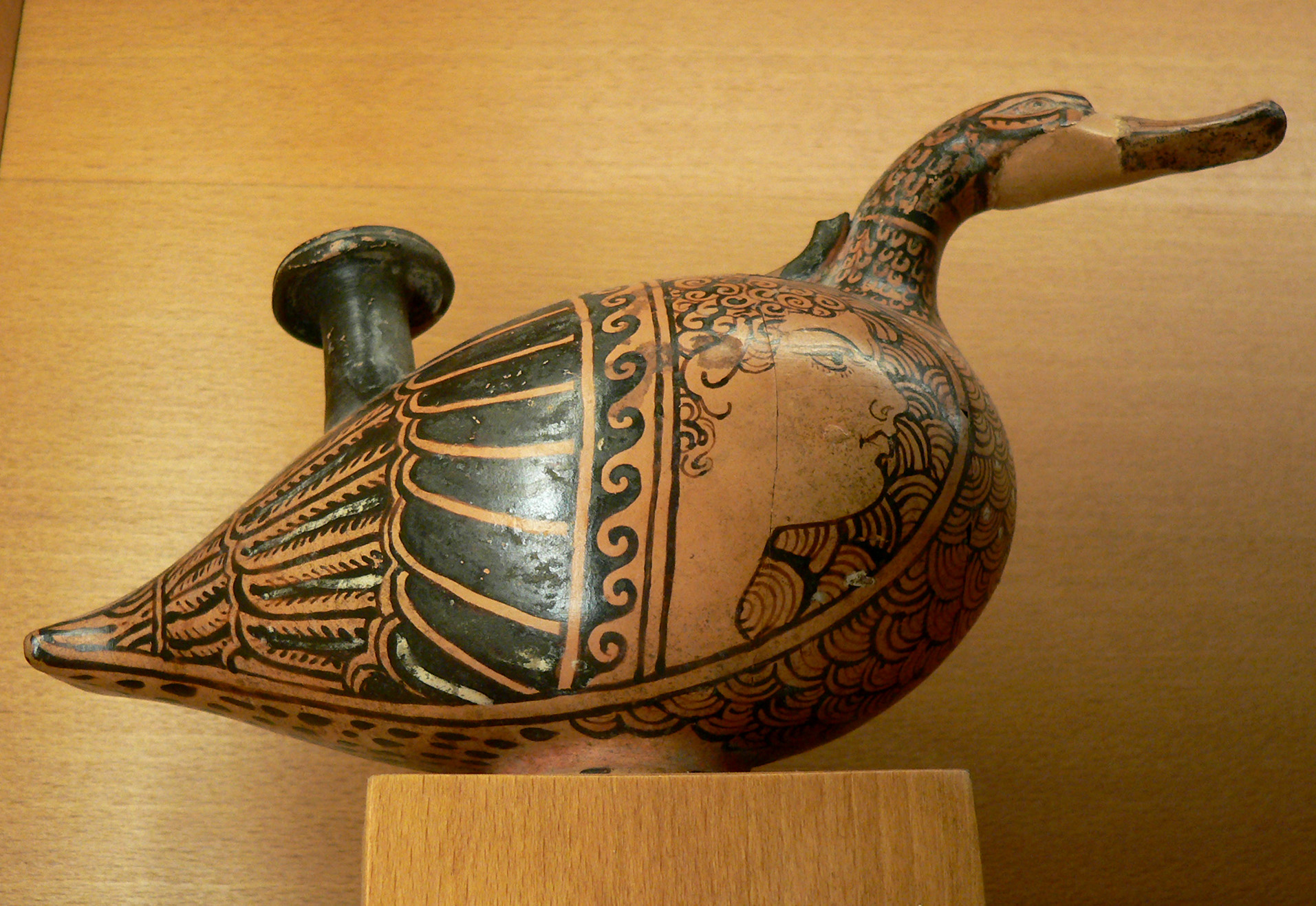
Vase plastique de Chiusi, musée Guarnacci.

Certaines représentations à fresque, très stylisées (presque de facture rupestre), ont été interprétées comme ayant été exécutées par des peintres de vase, peu habitués aux grandes représentations planes (Tombe des Canards, Tombe des Lions Rugissants).

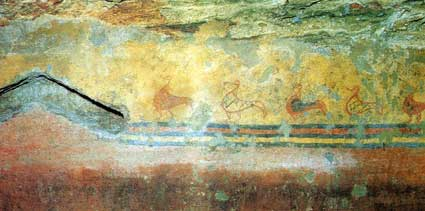
La tombe des Canards.
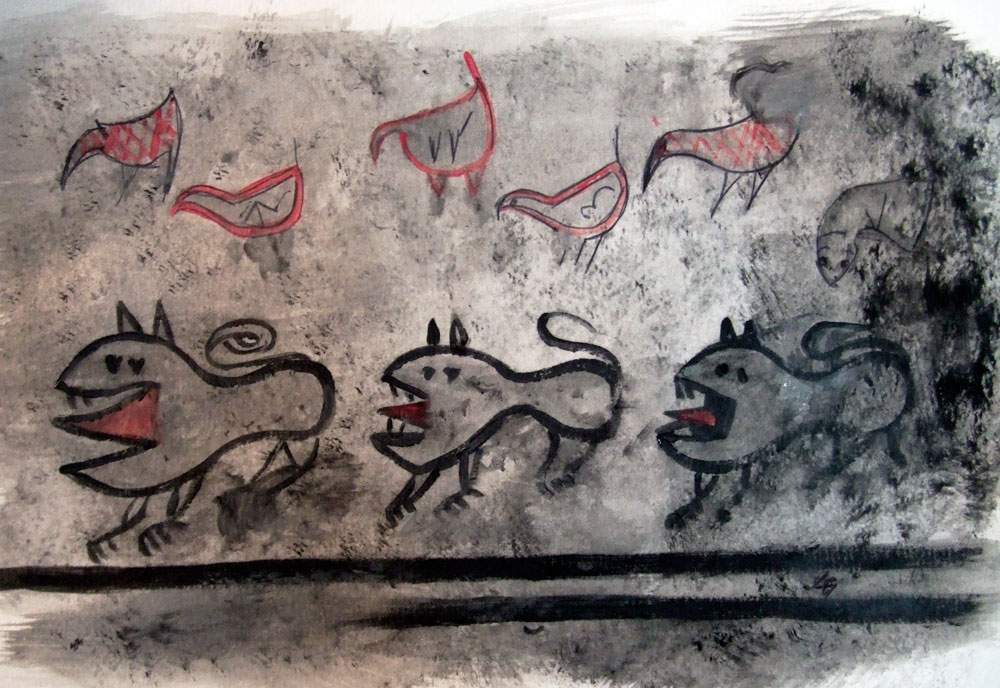
Dessin d'après la tombe des Lions Rugissants.

## Inspiration
- Le style étrusque, un  art décoratif à la mode au XVIIIe siècle se limitera aux couleurs et à quelques formes vaguement antiques inspirées de l'étrusque.
- La statuaire d'Auguste Rodin s'inspira directement de l'exagération des formes plus que leur stylisation (Rodin a visité l'Italie en 1875 et sa maison, transformée en musée, conserve encore un de ses  vestiges étrusques : la coupe inscrite au nom d'Aulus Vibenna.).